# Eino Tunkelo
Eino Heikki Tunkelo, född 3 februari 1934 i Helsingfors, är en finländsk fysiker. 
Tunkelo var forskningsassistent vid Tekniska högskolan i Helsingfors 1958–1959, forskare vid Atomenergikommissionen 1960–1964 och forskningschef för reaktorlaboratoriet vid Tekniska högskolan i Helsingfors 1965–1966. Han blev teknologie doktor 1966, var biträdande professor 1966–1971 och professor i teknisk fysik vid Tekniska högskolan i Helsingfors 1971–1973. Han var senare även tillförordnad biträdande professor/professor i industriell ekonomi i Uleåborg och Villmanstrand.